# Naturschutzgebiet Laubwald nördlich Drasenbeck

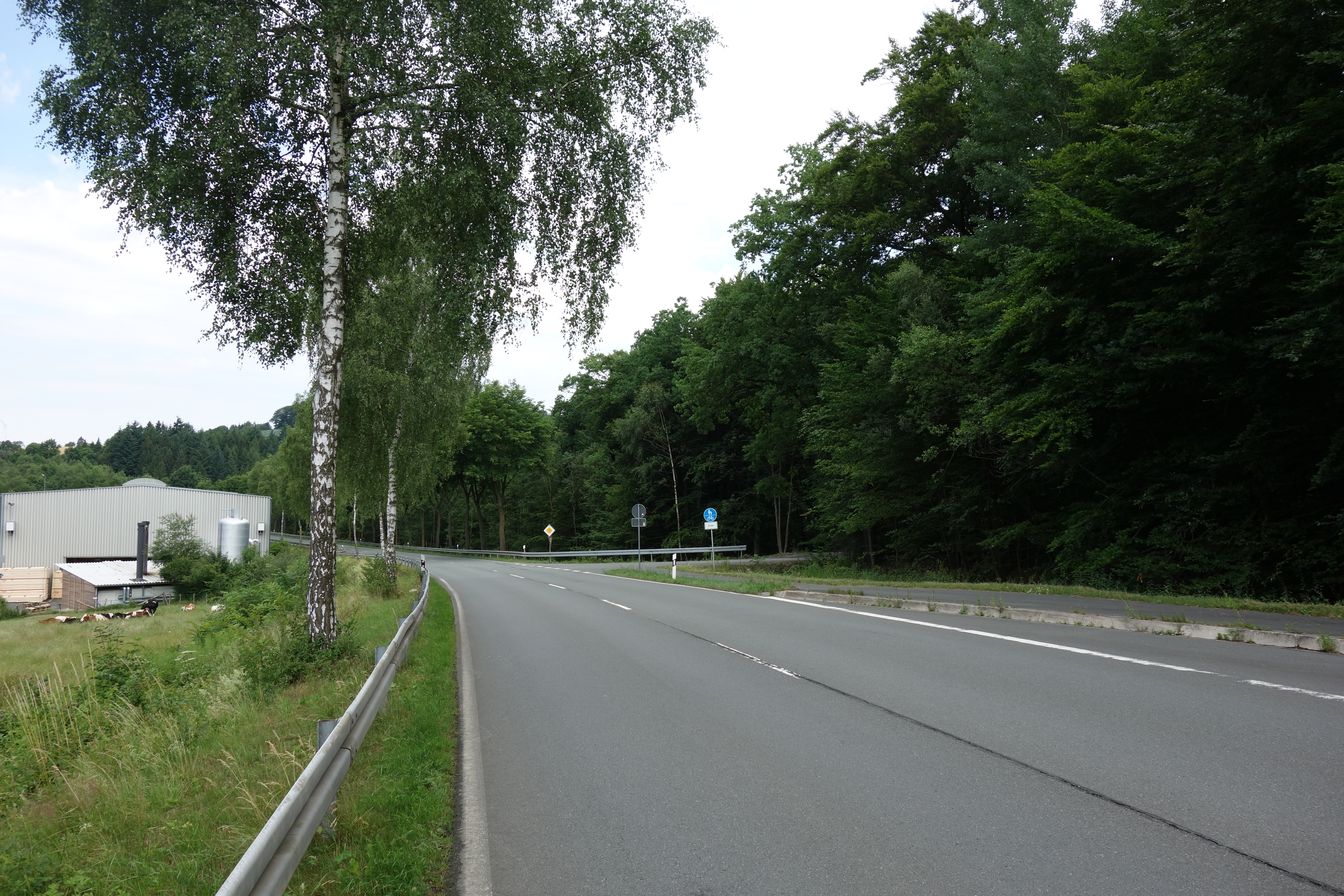
Naturschutzgebiet Laubwald nördlich Drasenbeck von der Straße aus gesehen

Das Naturschutzgebiet Laubwald nördlich Drasenbeck mit einer Größe von 9,2 ha liegt östlich von Remblinghausen im Stadtgebiet Meschede. Das Gebiet wurde 1994 mit dem Landschaftsplan Meschede durch den Hochsauerlandkreis als Naturschutzgebiet (NSG) ausgewiesen. Bei der Neuaufstellung des Landschaftsplanes Meschede wurde das NSG dann Teil vom Naturschutzgebiet Kleine Henne / Bockenberg.

## Gebietsbeschreibung
Beim NSG handelt es sich um ein Waldgebiet mit Bach am Unterhang des Löllingser Berges. Am Bach stockt ein Roterlenwald, auf dem Rest der Fläche wächst ein Eichen und Rotbuchenmischbestand mit überwiegend starkem Baumholz. Örtlich befinden sich im Wald Diabasfelsblöcke. Im Westen stockt auf sickerquelligem Standort ein mehrtriebiger Stockausschlag-Erlen-Feuchtwald. Im NSG kommen seltene Tier- und Pflanzenarten vor.

## Schutzzweck
Wie alle Naturschutzgebieten im Landschaftsplangebiet wurde das NSG „zur Erhaltung von Lebensgemeinschaften oder Lebensstätten bestimmter wildlebender Pflanzen und wildlebender Tierarten, aus wissenschaftlichen, naturgeschichtlichen, landeskundlichen oder erdgeschichtlichen Gründen oder wegen der Seltenheit, besonderen Eigenart oder hervorragenden Schönheit einer Fläche oder eines Landschaftsbestandteils“ als NSG ausgewiesen.
Zum Schutzzweck speziell des NSG führte der Landschaftsplan 1994, neben den normalen Schutzzwecken für alle NSG im Landschaftsplangebiet, auf: „Erhaltung artenreicher, naturnaher Laubwaldkomplexe und eines naturnahen Mittelgebirgsbaches mit bachbegleitendem Auenwald als wertvoller Lebensraum für Tiere und Pflanzen; hohe strukturelle Vielfalt; wertvoll für Amphibien; Vorkommen einer gefährdeten Pflanzengesellschaft; Gebiet fällt unter § 20 c BNatSchG.“